# Bud Freeman
Lawrence 'Bud' Freeman (Chicago, 13 april 1906 - aldaar, 15 maart 1991) was een Amerikaanse jazzsaxofonist.

## Biografie
Begin jaren 1920 voegde hij zich bij een jazzband met blanke highschool-scholieren, die later bekend werden als de Austin High School Gang. Tijdens de weekends bezocht de band de club Lincoln Garden om de jazzband van Joe 'King' Oliver te horen. 
In 1927 was hij medeoprichter van de McKenzie-Condon Chicagoans en verhuisde hij naar New York. Daar werkte hij onder andere samen met Roger Wolfe Kahn, Ben Pollack, Joe Venuti en Ray Noble. Freeman was in 1933 de hoofdsolist bij de opname van The Eel van Eddie Condon. In 1936 speelde hij bij Tommy Dorsey en in 1938 in het orkest van Benny Goodman, dat hij na een jaar weer verliet.
In 1939/1940 leidde het niet lang bestaande Summa Cum Laude Orchestra met Max Kaminsky, Pee Wee Russell en Eddie Condon. Tijdens de Tweede Wereldoorlog leidde hij twee jaar een band bij het leger. Na het einde van de oorlog speelde hij regelmatig bij Eddie Condon en bereisde hij de wereld als jazzsolist.
Freeman was in 1968 bij de formatie van de World's Greatest Jazzband en bleef drie jaar, voordat hij deze weer verliet om zijn carrière als solist te vervolgen. Na een korte periode in Londen tijdens de late jaren 1970 ging hij weer naar Chicago. Hij speelde verder, tot zijn slechte gezondheid hem tijdens de jaren 1980 dwong om de muziek vaarwel te zeggen.
Freemans opnamen met de jazz- en bigband-drummer Gene Krupa eind jaren 1920 werden klassiekers van de Chicago-jazz net als de Jazz Classics 1927–1928. Veel experten kenmerken hem, samen met Coleman Hawkins, als een van de eerste belangrijke tenorsaxofonisten van de jazz. Zijn muzikale en stilistische invloed op de grote Lester Young is niet te overhoren.

## Overlijden
Bud Freeman overleed in maart 1991 op 85-jarige leeftijd.

## Discografie
Het vroege werk van Bud Freeman van 1928 tot 1946 is gedocumenteerd in de producties van de firma Classics.
- 1933-1939: Swingin' with the Eel (ASV)
- 1933-1940: Home Cooking (Tax) lp met Max Kaminsky, Floyd O'Brien, Pee Wee Russell, Alex Hill, Eddie Condon, Artie Bernstein, Sid Catlett, Jack Teagarden, Dave Bowman, Mort Stuhlmaker, Dave Tough
- 1939-1940: It's Got To Be The Eel: A Tribute To Bud Freeman (Affinity)
- 1944-1953: Swinging Tenors – Bud Freeman & Eddie Miller (Affinity)
- 1945: Midnight at Eddie Condon's (Mercury Records) – lp met Charlie Shavers, Wild Bill Davison, Vernon Brown, Edmond Hall, Peanuts Hucko, Joe Sullivan, Gene Schroeder, Dave Tough, George Wettling
- 1955: Stop, Look and Listen (Affinity) lp met Ruby Braff, Kenny Kersey, Dave Bowman, Al Hall, George Wettling,
- 1958: Chicago/Austin High School Jazz in HiFi (RCA Victor)
- 1960: The Bud Freeman All Stars feat. Harold Shorty Baker – (Swingville) – lp met Claude Hopkins, George Duvivier, J.C. Heard
- 1962: Something To Remember You By (Black Lion Records)
- 1962: Chicago (Black Lion) met Roy Eldridge, Ray Bryant, Bob Haggart, Jo Jones
- 1969: The Compleat Bud Freeman (Jazzology) lp met Bob Wilber, Ralph Sutton, Bob Haggart, Gus Johnson
- 1974: Superbud (77 Records) met Keith Ingham, Pete Chapman, Johnny Armitage
- 1975: Bud's Birthday (Philips Records – in het Weense Jazzland) – lp met Bill Grah – Alfons Würzl Hot Six
- 1975: Song of the Tenor (Philips – 1975 in Londen) lp met Bob Wilber, Bruce Turner, Keith Ingham, Peter Ind, Bobby Orr, Roy Williams
- 1976: Two Beautiful (Circle) – lp met Buddy Tate, Chris Smildinger, Koos van der Sluis, Ted Easton
- 1982: The Real Bud Freeman (Principally Jazz)

### Compilaties
- 2015: Complete Commodore & Decca Eddie Condon & Bud Freeman Sessions – (Mosaic – 8 cd's met Bobby Hackett, George Brunies, Pee Wee Russell, Jess Stacy, Artie Shapiro, George Wettling, Jack Teagarden, Dave Matthews, Dave Tough, Marty Marsala, Joe Bushkin, Minerva Pious, Everett Sloan, Vernon Brown, Lionel Hampton, Max Kaminsky, Brad Gowans, Joe Sullivan, Clyde Newcomb, Dave Bowman, Al Seidel, Muggsy Spanier, Joe Marsala, Miff Mole, Pete Peterson, Morey Feld, Teddy Grace, Fats Waller, Al Morgan, Benny Morton, Bob Casey, Sid Catlett, Tony Sbarbaro, Lou McGarity, Gene Schroeder, Bob Haggart, Lee Wiley, Billy Butterfield, Ernie Caceres, Yank Lawson, Edmond Hall, Joe Dixon, Sid Weiss, Jack Lesberg, Johnny Blowers, Wild Bill Davison, Bing Crosby, Tony Parenti, Fred Ohms, James P. Johnson, John Sublett, Peanuts Hucko, Morey Rayman, Cutty Cutshall, Ralph Sutton, Buzzy Drootin, Jimmy Atkins, Peggy Ann Ellis, Bill Goodall, Johnny Windhurst